# Impasse Jean-Beausire
Pour les articles homonymes, voir Jean Beausire et Beausire.
L'impasse Jean-Beausire est une voie située dans le quartier de l'Arsenal du 4e arrondissement de Paris.

## Situation et accès
Elle débute au no 19 rue Jean-Beausire et se termine en impasse.
L'impasse Jean-Beausire est desservie à proximité par les lignes 1, 5 et 8 à la station Bastille.

## Origine du nom
Elle porte ce nom en raison de la proximité de la rue Jean-Beausire qui honore l'architecte français Jean Beausire (1651-1743).

## Historique
Cette voie ouverte à la fin du XVIIe siècle doit son nom à la rue Jean-Beausire dans laquelle elle donne. En 1672, un projet prévoyait de relier la rue Jean-Beausire à la rue Saint-Gilles. Seul ce tronçon, devenu impasse, a été réalisé.